# No Brilho Desse Olhar
"No Brilho Desse Olhar" é uma canção da cantora brasileira Ivete Sangalo, que faz parte de álbum de estúdio, Real Fantasia, sendo o primeiro single oficial lançado por ele. A canção, composta por Dan Kambaiah e Davi Salles, foi lançada em 4 de setembro de 2012 e escolhida para ser trabalhada antes do verão, precedendo o single que viria a ser escolhido como música do Carnaval de 2013.

## Divulgação
No dia do lançamento, em 4 de setembro de 2012, a canção foi tocada em primeira mão pelas rádios da Bahia como forma de primeira divulgação. Na ocasião Ivete Sangalo deixou uma mensagem em seu twitter divulgando-a também.
| “ | Bom dia meus amorinhos de mãe!!!! Estou aqui pipocando de felicidade pei! Pou! Pau! Piu! Pei (fogos estourando), a musica nova tocando | ” |

Para divulgar a canção, Ivete a cantou na tradicional premiação Prêmio Multishow de Música Brasileira, do canal Multishow, no dia 18 de setembro de 2012. A cantora também fez um bate-papo via vídeo ao vivo com seus fãs atraves do twitter para falar sobre a faixa.

## Desempenho nas tabelas
A canção alcançou o primeiro lugar no iTunes brasileiro logo no primeiro dia de lançamento.

### Paradas
| Paradas (2012)                                        | Melhor posição |
| ----------------------------------------------------- | -------------- |
| BR Billboard Brasil Hot 100 Airplay                   | 5              |
| BR Billboard Hot Popular Songs                        | 1              |
| BR Billboard Brasil Regional Campinas Hot Songs       | 2              |
| BR Billboard Brasil Regional Belo Horizonte Hot Songs | 10             |
| BR Billboard Brasil Regional Ribeirão Preto Hot Songs | 5              |
| BR Billboard Brasil Regional Salvador Hot Songs       | 1              |

## Histórico de lançamento

### Adição nas rádios
| País   | Data                  | Formato                      |
| ------ | --------------------- | ---------------------------- |
| Brasil | 4 de setembro de 2012 | download digital, Mainstream |